# Борецький Віталій Васильович
Віта́лій Васи́льович Боре́цький нар. 1981, с. Нова Гребля) — український поет.

## Біографія
Народився 31 січня 1981 р. в с. Нова Гребля Калинівського району Вінницької області у родині педагогів.
Упродовж 1987–1998 рр. навчався у Новогребельській середній школі, закінчив Калинівську музичну школу, Перші державні курси іноземних мов (німецьке відділення). Випускник у 2003 р. філологічного факультету Вінницького державного педагогічного університету ім. Михайла Коцюбинського, по закінченні якого восени 2003 р. вчителював у школі с. Мирне Калинівського району Вінницької області.
Аспірант, асистент, старший викладач кафедри української мови і загального мовознавства ВДПУ ім. М. Коцюбинського. З 2011 р. працює на кафедрі журналістики того ж закладу. Кандидат філологічних наук (2008), тема кандидатської дисертації — «Транспозиційні відношення у сфері семантико-граматичних категорій іменника».

## Літературна діяльність
Автор поетичних книг «Любов первозданна» (2002), «Ключі до тиші» (2004), «Гербарій янголів» (2009), кількох десятків публікацій і статей, в тому числі з мовознавства й літературознавства.
Досліджував творчість Є.Гуцала, Ю.Липи. Публікувався у журналах «Згар», «Вінницький край», альманахах «17 вересня», «Подільська пектораль», в літературних антологіях «Стоголосся» (2002), «Сто поетів Вінниччини за 100 років» (2003), «Квіт Подільського слова» (2010).
Композитор і виконавець пісень на твори подільських поетів.
Член НСПУ з 2005 р.. Завідувач кабінету молодого автора при Вінницькій обласній організації НСПУ. Упорядник щорічної антології творчої молоді Вінниччини «Експрес-молодість» (2010, 2011, 2012, 2013 рр.)

## Нагороди і почесні звання
Лауреат всеукраїнської літературної премії ім. Михайла Коцюбинського (2012), Подільської літературно-мистецької премії «Кришталева вишня» (2006), Вінницької обласної молодіжної премії «Подільська пектораль» (2005), премії обласного літературно-мистецького об'єднання імені Василя Стуса.
Як автор пісні «Від гнізда — до вирію» — фіналіст Всеукраїнського пісенного фестивалю «Червона рута» (2003).
Лауреат низки всеукраїнських мовознавчих і літературних конкурсів, учасник всеукраїнських та міжнародних творчих нарад (2000, 2004 рр.). Переможець Вінницького міського конкурсу «Студент року — 2002».